# منشأة سليمان (الجيزة)
قرية منشأة سليمان هي إحدى القرى التابعة لمركز أطفيح في محافظة الجيزة في جمهورية مصر العربية. حسب إحصاءات سنة 2006، بلغ إجمالي السكان في منشأة سليمان 11690 نسمة، منهم 5917 رجل و5773 امرأة.